# Lineus albus
Lineus albus är en djurart som tillhör fylumet slemmaskar, och. Lineus albus ingår i släktet Lineus och familjen Lineidae. Inga underarter finns listade i Catalogue of Life.